# 3413 Андріана
3413 Андріана (3413 Andriana) — астероїд головного поясу, відкритий 15 лютого 1983 року.
Тіссеранів параметр щодо Юпітера — 3,609.